# Louis K. Meisel
Louis K. Meisel ist eine Kunstgalerie in New York. Sie hat die Adresse 141 Prince Street, NWC 10012, und wurde in den 1970er-Jahren gegründet von Louis K. Meisel und Susan P. Meisel. Die Galerie ist einer der großen kommerziellen Förderer der Stilrichtungen Fotorealismus und Hyperrealismus. Sie gab 1980 den größten Werkkatalog über den Fotorealismus in den 1970er-Jahren heraus, der 1993 wiederholt wurde mit Fotorealismus-Werken der 1980er-Jahre sowie im Jahr 2000 mit einer erneut aktualisierten Ausgabe.

## Werke
- 1980. Texte von Harry N. Abrams, mit 1.200 Abbildungen
- 1993. Texte von Harry N. Abrams, mit 1.100 Abbildungen
- 2000. Texte von Harry N. Abrams, mit 650 Abbildungen